# Grondstoffendatabank
Een grondstoffendatabank (Engels: Materials Data Base - MDB) is een databank die wordt gebruikt voor het opslaan van experimentele, standaard- of designgegevens voor grondstoffen, op een zodanige wijze dat ze kunnen worden opgehaald door de mens of computerprogramma's.

## Achtergrond
Tijdens de productcyclus in de grondstoffentechnologie wordt en is een snelle toegang en uitwisseling van materiaal tussen onderzoek-, ontwerp- en fabricageteams op verschillende locaties wereldwijd wenselijk. Een ander belangrijk punt is de bescherming van hoge investeringen bij een grondstoffenonderzoek, wat betekent dat de experimentele gegevens moeten worden bewaard, gemakkelijk worden gelokaliseerd en snel worden opgehaald. Grondstoffendatabanken zijn krachtige instrumenten om deze problemen aan te pakken. 

## Verschillende types
Verschillende categorieën van MDB's bestaan ook voor andere eisen, bijvoorbeeld met gegevens over standaard metaallegeringen en kunststoffen of voor meer complexe databankapplicaties zoals voor design analyse. MDB's zijn basiselementen voor de oprichting van kennis op basis- en expertsystemen.

### Web-enabled
Met de opkomst van het internet verhoogd het vermogen van MDB's. Web-enabled MDB's leveren meer gecentraliseerd beheer en de instandhouding van grondstoffengegevens. Het vinden van de vereiste gegevens is sneller dan het zoeken naar hen op een traditionele manier, bijvoorbeeld uit handboeken of Excel-bestanden. Met name de verspreiding naar het openbaar maken heeft de resultaten verbeterd, de gegevens zijn toegankelijk via het wereldwijde web. Echter, slechts een paar web-enabled toepassingen bestaan op begin 20e eeuw op de markt. Voorbeelden hiervan zijn:
- de grondstoffendatabanken van NIMS (National Institute for Materials Science) in Japan biedt grondstoffengegevens.[1]
- Matweb is een vrij toegankelijke online databank met technische gegevens voor meer dan 69.000 grondstoffen.[2]
- IDES is een gratis online databank met toegang tot 75.000 gegevens van kunststof.[3]